# Водно спасяване в България
Водното спасяване в България е дейност, свързана безопасността на водните басейни и се регулира от Правилник за водноспасителната дейност и обезопасяването на водните площи. Издава се от министъра на народното здраве, министъра на вътрешните работи и Българския червен кръст.

## Някои бележити дати в историята на водното спасяване в България
- 1901 Първа организирана водноспасителна команда – град Русе.[2]
- 1928 Първа професионална водноспасителна команда – град Варна. Охрана на наскоро създадените Морски бани.[2]
- 1964 Създава се Водноспасителната служба към БЧК (ВСС).[2]
- 1965 Начало на състезателната дейност по водно спасяване в България.[3]
- 1967 ВСС към БЧК става член на Международната Федерация по водно спасяване FIS (Federation Internationale de Souvetage). Първо участие в световно първенство. Първа световна титла – Димитър Статев.
- 2003 Швейцария – Генерална асамблея на ILSE (International Life Saving Federation of Europe). Доц. д-р Тодор Попов е избран за член на борда на директорите на ILSE. Теодора Томова е избрана за член на комисията по спасявяне (rescue commission).[2]
- 2008 Берлин – Генерална асамблея на ILSE (International Life Saving Federation of Europe). Доц. д-р Тодор Попов е преизбран за член борда на директорите на ILSE. Български представители към комисиите на ILSE – Теодора Томова в комисията по спасяване, Стоян Андонов в комисията по образованието, Наталия Стоянова в спортната комисия.[2]